# Signiphora coquilletti
Signiphora coquilletti är en stekelart som beskrevs av William Harris Ashmead 1900. Signiphora coquilletti ingår i släktet Signiphora och familjen långklubbsteklar. Inga underarter finns listade i Catalogue of Life.